# 宮川尚博
宮川 尚博（みやがわ たかひろ、1965年〈昭和40年〉12月4日）は、日本の会計検査官僚。

## 経歴
神奈川県横浜市出身。聖光学院高等学校を経て、1988年（昭和63年）3月に東京大学法学部を卒業し、同年4月会計検査院入局。
第5局経済産業検査2課長、官房法規課長、官房総務課長、官房審議官、第3局長、第5局長を歴任。官房審議官を務めた際には、森友学園問題に関して書き換え後の文書を検査に提出していた財務省に懲戒処分要求を検討する考えを明らかにした。
2023年（令和5年）1月8日、会計検査院事務総局次長に就任。
2025年（令和7年）4月1日、会計検査院事務総長に就任。